# 瓦伦蒂诺·马佐拉
瓦伦蒂诺·马佐拉（義大利語：Valentino Mazzola，1919年1月26日—1949年5月4日），男，意大利足球运动员。他曾当选1946-1947赛季意甲联赛最佳射手。
在苏佩尔加空难遇难。